# Titònids
Els titònids conformen una família d'aus de l'ordre dels estrigiformes. Agrupa les òlibes, de les quals només hi ha una sola espècie a Europa (Tyto alba).
Habiten arreu de la Terra, llevat de les zones polars, Escandinàvia, el centre i el nord d'Àsia i Nova Zelanda.

## Morfologia
Se separen dels estrígids per diverses característiques:
- Fan entre 33 i 45 cm de llargària.
- Discs facials molt marcats, arrodonits a la part superior i units l'un amb l'altre fent-ne un de sol, que és codiforme.
- El plomatge, adaptat al vol nocturn, és barrejat de blanc, negre i roig.
- La vora de l'estèrnum no està fesa.
- L'ungla del dit mitjà és pectinada, és a dir, proveïda de petites dents a la cara interior.
- Els ulls estan encara més adaptats a la foscor que els dels estrígids, car són ocells de vida estrictament nocturna.[3]

## Gèneres
Segons la classificació del Congrés Ornitològic Internacional (versió 12.2, 2022), s'han descrit dos gèneres que agrupen una vintena d'espècies:
- Tyto, amb 16 espècies.
- Phodilus, amb tres espècies.

Tot i que altre obres taxonòmiques, com la llista mundial d'ocells del Congrés Ornitològic Internacional (versió 10.1, gener 2020), consideren 13 espècies per al gènere Tyto i 16 en total
També s'han descrit alguns gèneres fòssils:
- †Gènere Nocturnavis
- †Gènere Necrobyas
- †Gènere Selenornis
- †Gènere Prosybris